# Antimimistis cuprina
Antimimistis cuprina là một loài bướm đêm trong họ Geometridae.